# Patrik Sinkewitz
Patrik Sinkewitz, född 20 oktober 1980 i Fulda är en tysk professionell tävlingscyklist som tävlar för Meridiana-Kamen sedan säsongen 2012.
Patrik Sinkewitz blev professionell 2001 med Mapei. Under säsongen 2004 vann han Tyskland runt.

## Meriter
2002
1:a GP Winterthur
2004
1:a Tyskland runt
1:a etapp 3 Tyskland runt
1:a Japan Cup
2005
1:a etapp 1 Hessen-Rundfahrt
2007
1:a Rund um den Henninger Turm
2009
1:a etapp 3 Portugal runt
1:a etapp 5 Sachsen Tour International
1:a Sachsen Tour International
2010
1:a Giro di Romagna

## Stall
- Mapei 2001–2002
- Quick Step 2003–2005
- T-Mobile Team 2006–2007
- PSK Whirlpool Author 2009
- Team ISD 2010
- Farnese Vini-Neri Sottoli 2011
- Meridiana-Kamen 2012